# Quiscalus niger
Quiscalus niger е вид птица от семейство Трупиалови.

## Разпространение
Видът е разпространен в Доминиканската република, Кайманови острови, Куба, Пуерто Рико, Хаити и Ямайка.